# Xanthoparmelia desertorum
Xanthoparmelia desertorum är en lavart som först beskrevs av Elenkin, och fick sitt nu gällande namn av Hale. Xanthoparmelia desertorum ingår i släktet Xanthoparmelia och familjen Parmeliaceae.   Inga underarter finns listade i Catalogue of Life.